# Dánszentmiklós
Dánszentmiklós es un pueblo húngaro perteneciente al distrito de Cegléd, condado de Pest.

## Superficie
Cuenta con una superficie de 38,00 km².

## Demografía
Hasta 2024 la población era de 2574 habitantes, con una densidad de población de 67,73 hab/km².
| Gráfica de evolución demográfica de Dánszentmiklós entre 2020 y 2024 |
|                                                                      |
| Datos según la Oficina Central de Estadística de Hungría.            |